# Lucy Talcott
Lucy Talcott (* 10. April 1899 in Connecticut; † 6. April 1970 in Princeton) war eine US-amerikanische Klassische Archäologin. Von 1931 bis 1958 fungierte sie als Leiterin der Fundaufnahme (secretary of the Agora excavation) der US-amerikanischen Ausgrabungen auf der Athener Agora.

## Leben und Karriere
Lucy Talcott erhielt ihre Ausbildung zunächst am Radcliffe College. Nach dem Erlangen des Bachelorgrades wechselte sie 1921 an die Columbia University, an der sie ihren Master machte. Nach dem Abschluss ging sie an die American School of Classical Studies at Athens. Dort nahm sie zunächst bis 1931 an den Ausgrabungen in Korinth teil. Nachdem sie merkte, dass ihr organisatorische Arbeiten mehr lagen als Feldarchäologie, wechselte sie in die Fundbearbeitung. Von 1931 bis 1940 wirkte sie über zehn Jahre lang bei der neu begonnenen US-amerikanischen Grabung auf der Athener Agora mit. Die von Theodore Leslie Shear geleiteten Arbeiten waren eine der bedeutendsten Ausgrabungen ihrer Zeit. Binnen kurzer Zeit brachten sie eine Vielzahl an Funden und neuen Erkenntnissen hervor und gaben neben Talcott auch diversen weiteren jungen Archäologen und Archäologinnen wie Homer A. Thompson, Eugene Vanderpool, Benjamin Dean Meritt, Dorothy Burr, Virginia Grace, Alison Frantz (über einige Zeit Tacotts Assistentin in der Fundbearbeitung), Margaret Crosby, Piet de Jong und Ioannis „John“ Travlos die Möglichkeit sich zu bewähren. Talcott war zuständig für die Fundaufnahme und entwickelte dafür eigens ein neues Aufnahmesystem, das sie auch in der Zeitschrift Archaeology breitenwirksam publizierte. Rückblickend gilt ihr System mit Kreuzreferenzen sowohl für die Funde als auch die Fotoaufnahmen als eines der Elemente, die den großen Erfolg der Agora-Grabung ausmachten, und war stilbildend auch für andere Ausgrabungen. Der Zweite Weltkrieg unterbrach die Arbeiten und Talcott konnte erst wieder 1947 an den US-amerikanischen Ausgrabungen auf der Agora mitwirken. Für 1946 vertrat sie Margaret Crosby bei der Fundaufnahme. Bis 1958 war sie weiter für die Fundaufnahme zuständig, übernahm daneben aber auch weitere Aufgaben wie die praktische Leitung des neu errichteten Agora-Museums, der Rekonstruktion der antiken Stoa des Attalos und das Managen des Grabungshauses. Unter ihrer Aufsicht wurden die an verschiedenen anderen Orten verstreuten Funde von der Agora ins Agora-Museum gebracht. 1958 beendete sie ihre Tätigkeit, um sich mehr ihren Studien zur Vasenmalerei widmen zu können, ihr folgte Poly Demoulini nach. Talcott starb nach einer längeren Krebserkrankung.
Schon früh wirkten vergleichsweise viele Frauen bei den Ausgrabungen auf der Athener Agora mit. Das wissenschaftliche Team bestand schon 1932, also im zweiten Jahr der Grabung, zur Hälfte aus Frauen. Somit konnten diese sich auch einen im Vergleich noch lange Zeit außergewöhnlichen Respekt erarbeiten, zeitweise sprach man gar von einer „Despinokratie“, einer Herrschaft der „Mannweiber“. Vor allem jüngere Nachwuchsarchäologen reagierten zunächst irritiert auf des selbstbewusste Auftreten insbesondere Talcotts, die bei der Arbeit recht streng war und immer wissenschaftliche Standards in ihrem Arbeitsbereich der Fundaufnahme vertrat.
Talcott war eine Spezialistin für bemalte griechische Keramik, zu der sie in mehreren Artikeln insbesondere in der Zeitschrift Hesperia publizierte. Hier legte sie mehrfach die Aufnahme verschiedener Materialgattungen vor und konnte auch die Handschrift einiger Vasenmaler, etwa die des Malers von Bologna 433 identifizieren. Zudem war sie mit Alison Frantz Verfasserin eines 1941 erschienenen Bildbandes This is Greece. Als die Arbeitsbereiche für die geplante Aufarbeitung der Grabung, für die 20 Bände vorgesehen waren, aufgeteilt wurden, fiel Talcott die rotfigurige Keramik der klassischen Zeit sowie gemeinsam mit Brian Sparkes, mit dem sie auch eine weit verbreitete Einführung in die Formen attischer Gebrauchskeramik verfasst hatte (Pots and Pans of Classical Athens), die Bearbeitung der Schwarzfirnis-Keramik zu. Ihr wichtigster wissenschaftlicher Beitrag war dann auch der mit Sparkes verfasste, aus zwei Halbbänden bestehende Band XII der Reihe Agora, in der die Resultate der US-amerikanischen Agora-Grabungen vorgestellt wurden. Dieser Doppelband Black and Plain Pottery of the 6th, 5th, and 4th Centuries B.C. gilt bis heute als Standardwerk für die attische Haushaltskeramik aus archaischer und klassischer Zeit. 1956 wurde Talcott von König Paul von Griechenland für ihre Leistungen ausgezeichnet. Talcott zu Ehren hat Brian Sparks die Talcott-Klasse, eine Klasse in der Art bauchiger Lekythen mit breitem Mündungsrand, benannt.

## Schriften
- Herausgeberin mit Alison Frantz: This is Greece. Hastings House, New York 1941.
- Lucy Talcott, Barbara Philippaki, G. Roger Edwards, und Virginia R. Grace: Small Objects from the Pnyx. Volume II. (= Hesperia Supplementary, Band 10), The American School of Classical Studies at Athens, Princeton 1956. [Talcott bearbeitete die Teile zur bemalten Keramik]
- mit Brian Sparkes: Pots and Pans of Classical Athens. (= Agora Picture Book, Band 1) The American School of Classical Studies at Athens, Princeton 1959.
- mit Brian Sparkes: Black and Plain Pottery of the 6th, 5th and 4th Centuries B.C. [2 Bände] (= Agora, Band XII), The American School of Classical Studies at Athens, Princeton 1970.